# Johan Van Hecke
Johan Jozef Marie Clara Van Hecke (Gent, 2 december 1954) is een voormalig Belgisch politicus.

## Levensloop
Van Hecke volgde in 1973 klassieke humaniora aan het Sint-Catharinacollege in Geraardsbergen. In 1978 studeerde hij af als licentiaat in de medische sociologie aan de Katholieke Universiteit Leuven, waar hij tevens actief was in de Vlaamse Vereniging van Studenten. Van 1978 tot 1980 was hij onderzoeksassistent op de faculteit sociologie van de KU Leuven en daarna was hij van 1981 tot 1985 docent aan het Hoger Instituut voor Paramedische Beroepen in Gent.
Zijn vader, Lucien Van Hecke, was van 1960 tot 1976 burgemeester van Oosterzele. Johan Van Hecke trad in zijn politieke voetsporen en werd in oktober 1982 voor de christendemocratische CVP verkozen tot gemeenteraadslid van Oosterzele, waar hij van 1989 tot 1999 burgemeester was. In 1999 verhuisde hij naar Oostende, waar hij van januari tot november 2001 gemeenteraadslid was. In 2002 keerde hij terug naar Oosterzele en was er van 2006 tot 2009 nogmaals gemeenteraadslid.
Van 1983 tot 1986 was Van Hecke nationaal voorzitter van de CVP-jongeren. In november 1985 werd hij voor het arrondissement Gent-Eeklo verkozen in de Kamer van volksvertegenwoordigers, waar hij tot in oktober 1997 bleef zetelen. Van Hecke zetelde er in de commissies Landsverdediging (1985-1993), Tewerkstelling en Sociaal Beleid (1985-1987), Buitenlandse Betrekkingen (1988-1992 en 1997) en Herziening van de Grondwet (1993-1997). Van 1991 tot 1993 was Van Hecke fractievoorzitter voor de CVP in de Kamer. In de periode december 1985-mei 1995 had hij als gevolg van het toen bestaande dubbelmandaat ook zitting in de Vlaamse Raad, de voorloper van het huidige Vlaams Parlement. Hier zetelde Van Hecke van 1988 tot 1992 in de commissie Welzijn en Gezondheid en van 1988 tot 1989 in de commissie Onderwijs en Vorming.
Van september 1993 tot juni 1996 was Van Hecke partijvoorzitter van de CVP. Toen in 1996 bekend raakte dat hij zijn huwelijk had beëindigd en een relatie had met journaliste Els De Temmerman, nam hij abrupt ontslag als partijvoorzitter, omdat hij vond dat de berichtgeving over zijn privéleven zijn verdere functioneren als voorzitter in de weg stond. In oktober 1997 nam Van Hecke tevens ontslag uit de Kamer en daarna werkte hij tot in 1999 als directeur van het Instituut voor Democratie en Ontwikkeling in Zuid-Afrika.
In juni 1999 werd Van Hecke voor de CVP verkozen in het Europees Parlement. Hij vervreemdde daarna echter van de CVP, waarvan hij de koers op ethisch vlak te conservatief vond, en toen de partij in 2001 van naam veranderde en vanaf dan CD&V heette, richtte hij in oktober 2001 een eigen partij op - de Nieuwe Christen-Democraten (NCD) - samen met voormalig minister Karel Pinxten, Herman Schueremans en Annemie Turtelboom. In februari 2002 werd bekend dat de lijst zou integreren in de liberale VLD, hetgeen in november dat jaar officieel werd bezegeld. Toenmalig CD&V-voorzitter Stefaan De Clerck bracht naar buiten dat hij een gsm-gesprek tussen Johan Van Hecke en Karel De Gucht had afgeluisterd, waarin beiden Van Heckes overstap in detail hadden besproken. In juni 2004 werd hij herverkozen in het Europees Parlement op de lijst VLD-Vivant.
In het Europees Parlement was Van Hecke van 1999 tot 2003 lid van de commissie Buitenlandse Zaken, Mensenrechten, Gemeenschappelijke Veiligheid en Defensiebeleid en van 2003 tot 2004 lid van de Begrotingscommissie. Ook was hij lid en van 1999 tot 2002 ondervoorzitter van de Paritaire Parlementaire Vergadering tussen de Europese Unie en de ACP-landen (de vroegere kolonies van Europese landen). Van 2004 tot 2007 was hij lid van de commissie Internationale Handel, waar hij tevens coördinator was voor de ALDE-fractie, en van 2007 tot 2009 lid van de commissie Ontwikkelingssamenwerking. Daarnaast was Van Hecke van 2004 tot 2009 ondervoorzitter van de subcommissie Mensenrechten. Bij de verkiezingen van juni 2009 stelde hij zich niet langer kandidaat, wat het einde van zijn politieke loopbaan betekende.
In 2008 werd Johan Van Hecke samen met Els De Temmerman eigenaar van het hotel Cassia Lodge in Oeganda, dat ze in 2018 verkochten. Vervolgens opende het echtpaar in 2019 in hetzelfde land het Kaazi Beach Resort, een hotel gelegen aan het Victoriameer. Op 7 juli 2011 werd bekend dat De Temmerman en Van Hecke ouders waren geworden van een tweeling. De bevalling werd uitgevoerd door toenmalig sp.a-senator Marleen Temmerman.
Sinds eind 2021 is hij ook ereconsul voor Oeganda in Vlaanderen.